# Cubillas de Cerrato
Cubillas de Cerrato ist ein nordspanisches Dorf und eine Gemeinde (municipio) mit 64 Einwohnern (Stand: 2024) in der Provinz Palencia in der Autonomen Gemeinschaft Kastilien-León.

## Lage und Klima
Cubillas de Cerrato liegt in der Region Tierra de Campos auf der kastilischen Hochebene in einer Höhe von ca. 730 m. Die Provinzhauptstadt Palencia befindet sich mit ihrem Stadtzentrum etwa 25 Kilometer (Fahrtstrecke) nordnordwestlich.
Das Klima im Winter ist durchaus kalt, im Sommer dagegen warm bis heiß; die eher spärlichen Regenfälle (ca. 509 mm/Jahr) fallen überwiegend im Winterhalbjahr.

## Bevölkerungsentwicklung
| Jahr      | 1970 | 1981 | 1991 | 2001 | 2011 | 2021 |
| Einwohner | 219  | 169  | 130  | 78   | 68   | 63   |

## Sehenswürdigkeiten

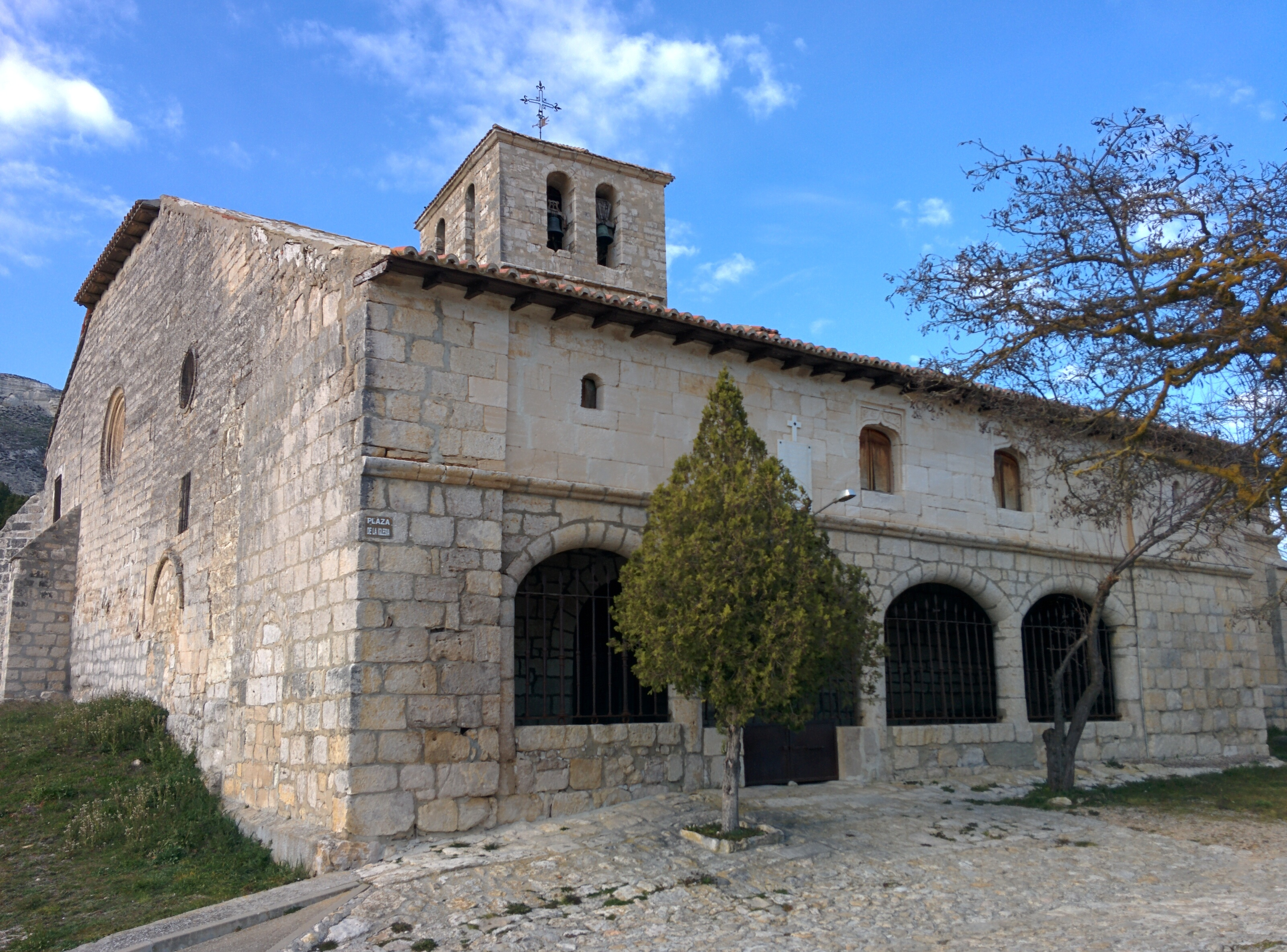
Marienkirche
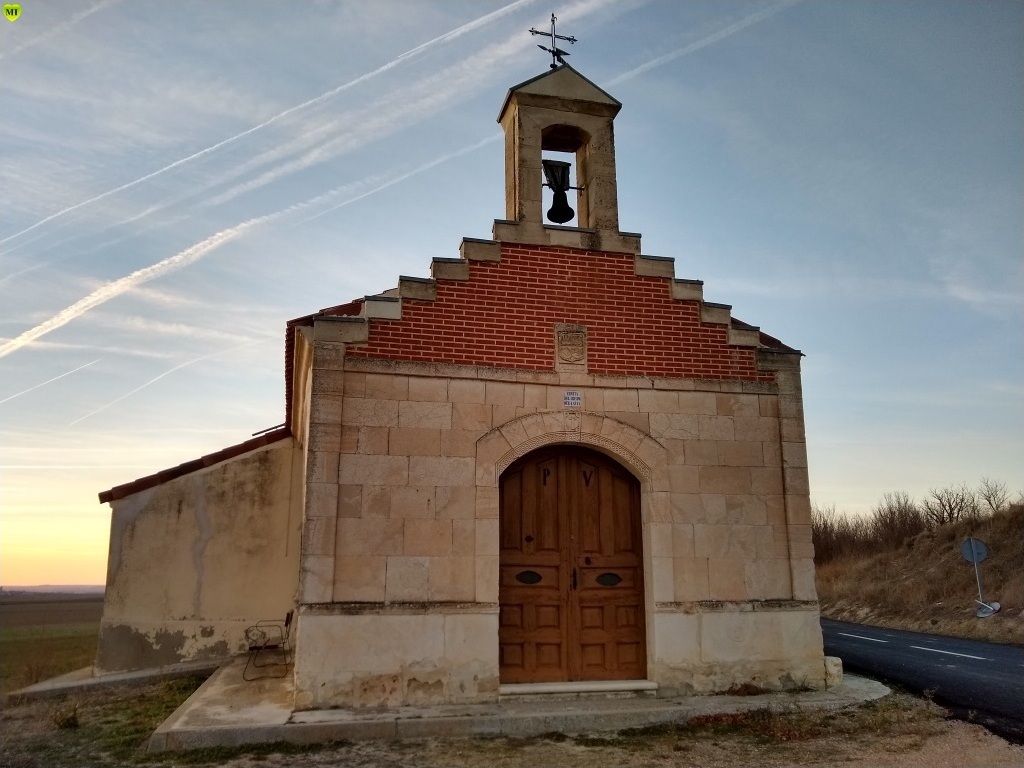
Christuskapelle
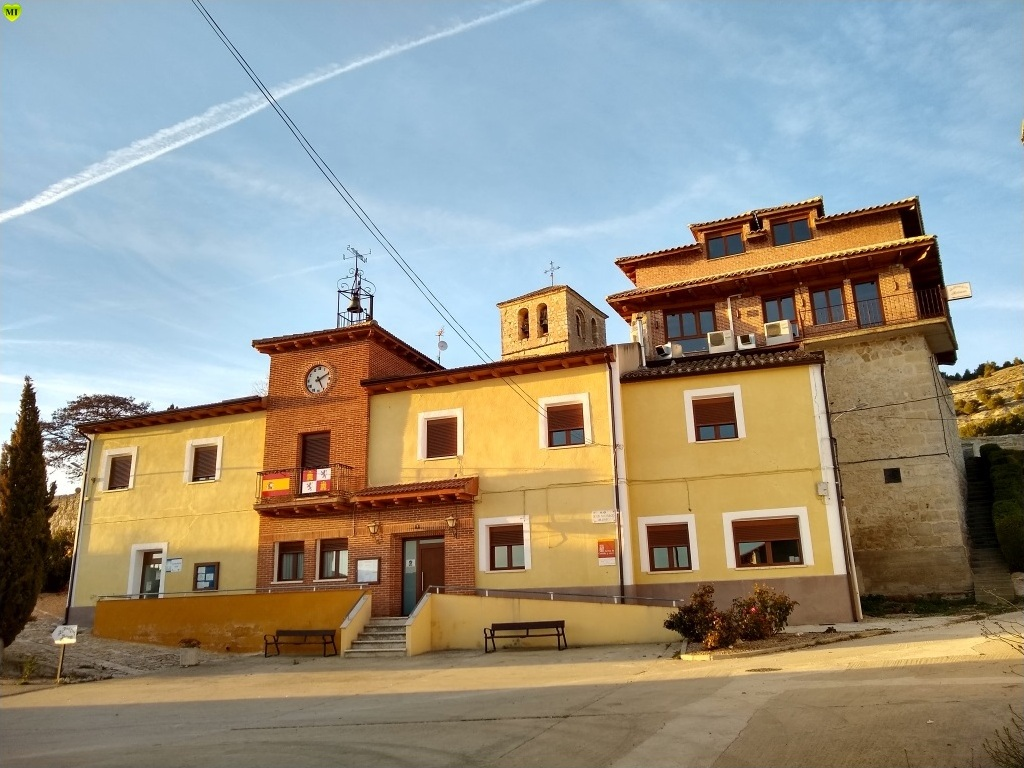
Rathaus

- Marienkirche
- Christuskapelle
- Rathaus